# Káma (folyó)
A Káma (oroszul Кама [Káma], tatárul Чулман [Csulman], udmurtul Кам [Kám]) Oroszország európai részének egyik legjelentősebb folyója, a Volga legnagyobb, bal oldali mellékfolyója. 
Orosz nevének előzménye az udmurt (votják) Kam szó (jelentése folyó).

## Földrajz
Hossza: 1805 km, vízgyűjtő medencéje: 507 000 km².
966 km-en át hajózható, nagyvízhozam idején ez további 600 km-rel megnő.
Udmurtföld északi részén ered. Eleinte a Kirovi területen észak felé halad, majd a Permi határterületen (a megszüntetett Komi-Permják Autonóm Körzetben) előbb keletre, majd nagy kanyart téve déli, délnyugati irányba fordul. Egy rövidebb szakaszon újból érinti Udmurtföldet, határfolyó Baskíriával, végül a Tatárföldön át éri el a Volgát. 
Felső szakaszán széles völgyben folyik, medre bizonytalan, sok kanyart és mellékágat képez. A Visera torkolatától a vidék megváltozik: a jobb part alacsony, a bal part magas, néhol meredeken szakad le, sok a zátony és a sziget. A Belaja torkolatától éppen ellenkezőleg: a bal part alacsony és a jobb part magas. Alsó szakaszán a Káma kb. 15 km széles völgyben halad, medrének szélessége 450–1200 m között váltakozik, több helyen ágakra bomlik. A Vjatka torkolata alatt ömlik a Volgán létesített Kujbisevi-víztározó széles öblébe.
A tavaszi nagyvízhozam idején folyik le az éves vízmennyiség mintegy 63%-a, nyáron és ősszel 28%-a, télen 9%-a. A vízállás erősen ingadozó, az ingadozás mértéke 8 m, az alsó és a felső szakaszon 7 m. A tél beálltával 10-20 napig tartó jégzajlás után a folyó befagy, április körül enged fel. A tavaszi jégzajlás 3-15 napig tart. A folyó halban igen gazdag, de több halfaj létét erősen veszélyeztetik az ipari üzemek által a vízbe juttatott káros vegyi anyagok.

## Mellékfolyók
Legnagyobb mellékfolyói:
- jobb oldalon a Kosza, Obva, Vjatka;
- bal oldalon a Belaja az Ufával, az Ik, valamint az Urál-hegységben eredő, hideg és sebes folyású Jajva, Koszva, Visera és Csuszovaja (a Szilvával).

Néhány hidrológiai mutató alapján indokolt lenne a Volgát tekinteni a Káma mellékfolyójának, nem pedig fordítva. Ezt támasztja alá a folyórendszer kialakulása is. A legutóbbi jégkorszak utolsó előtti glaciálisának idején a Káma megváltoztatta medrét, a korábbi északi helyett déli irányba fordult és a Kaszpi-tengerbe ömlött. A Volga ekkor még más irányba folyt, csak jóval később alakította ki mai medrét és torkollt a Kámába.

## Víztározók, városok

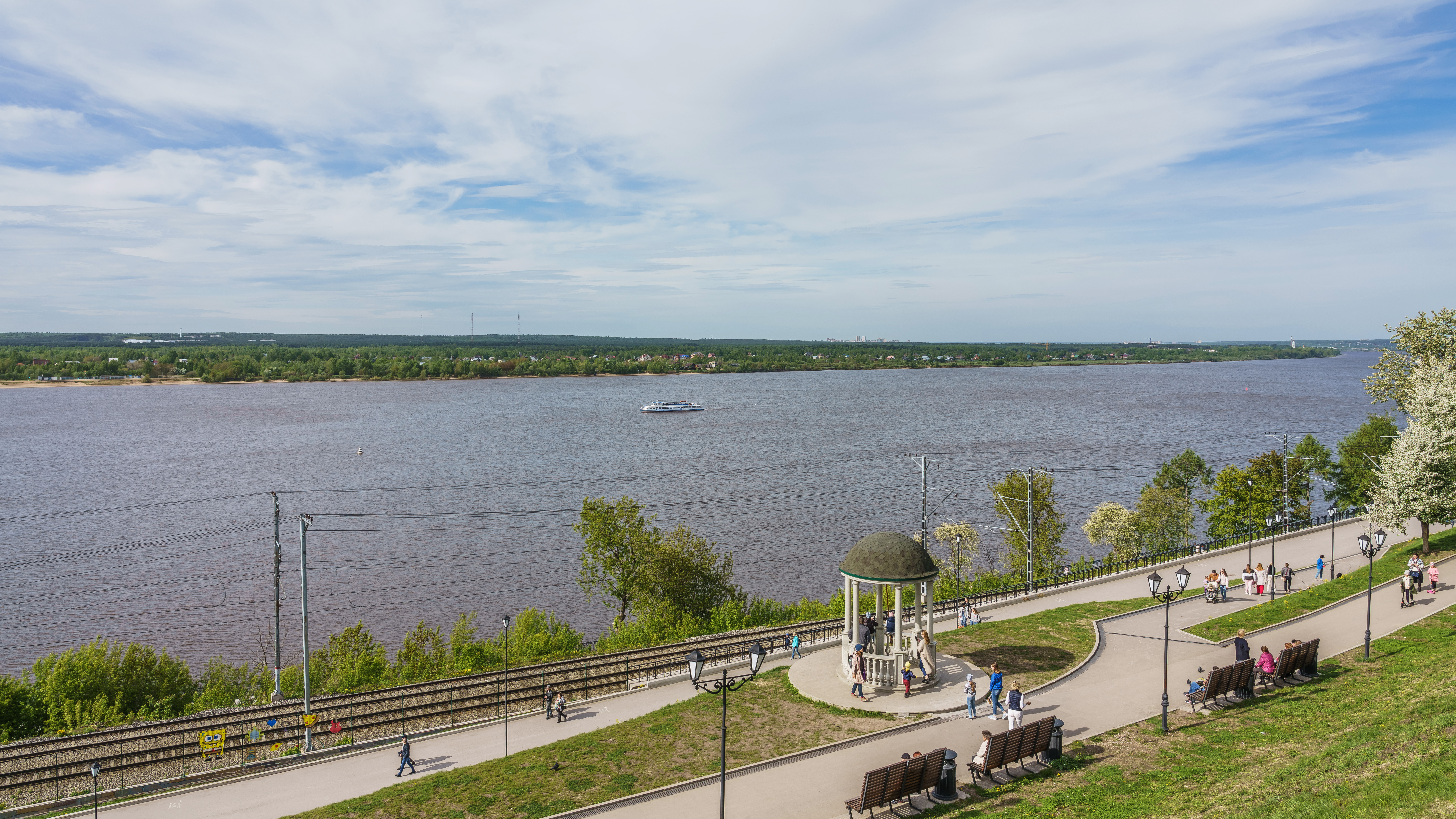
A Káma Permnél

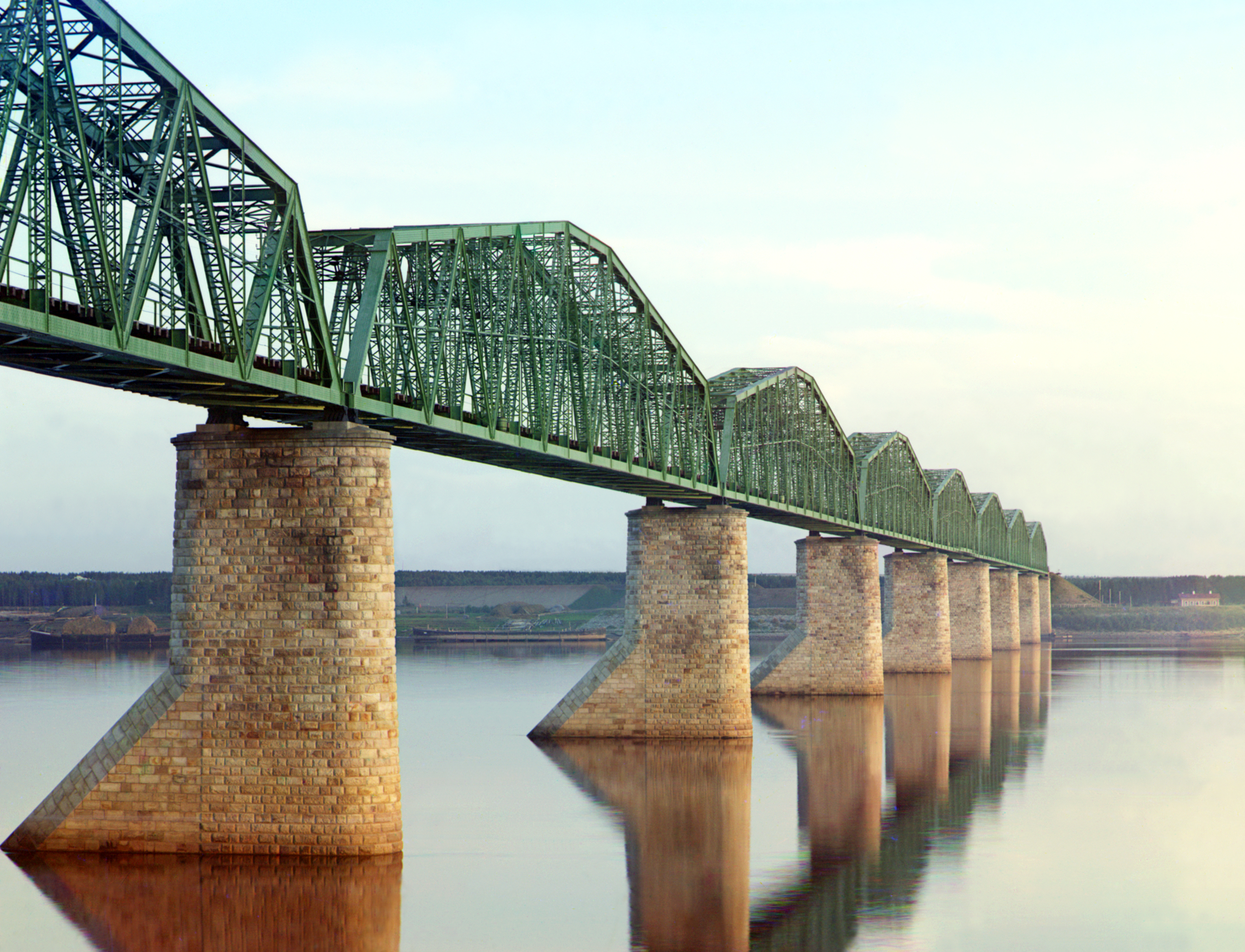
A Transzszibériai vasútvonal hídja a folyó felett

A folyón három nagy víztározó, illetve vízerőmű létesült:
- Kámai-víztározó, a vízerőmű és gátja Permnél
- Votkinszki-víztározó, a vízerőmű és gátja Csajkovszkij városnál
- Nyizsnyekamszki-víztározó, a vízerőmű és a gát Naberezsnije Cselninél.

A legjelentősebb Káma-menti városok (a torkolat irányában haladva):
- Szolikamszk
- Bereznyiki
- Perm
- Csajkovszkij
- Szarapul
- Naberezsnije Cselni
- Csisztopol

Permet rendszeres hajójáratok kötik össze Moszkvával és több volgai nagyvárossal. A folyópart és a víztározók partjai a belföldi turizmus kedvelt célpontjai.

## Történelem
A folyó az őstörténetben és a magyar nép történetében is fontos szerepet játszott. Az uráli alapnyelvet beszélő népek őshazája a Volga-Káma vidékén, az Urál-hegység középső részénél lehetett. Együttélésük a Kr. e. 4. évezred körül kezdett felbomlani, de a finnugor népek a vidéket továbbra is lakták, és néhány finnugor nép – főleg az udmurt és a komi-permják – lakja ma is.
A 10. és a 13. század között pedig a Volga-Káma vidéken magyar népesség is élt, őket találhatta meg Julianus barát 1236-ban. Nyomukat őrzi többek között a Káma-parti Csisztopol kikötőváros temetőjében fellelt egyik sírkőfelirat is.